# Sebastian Coe
Sebastian "Seb" Newbold Coe (Chiswick, London, 29. rujna 1956.), bivši britanski atletičar, srednjeprugaš, političar Konzervativne stranke i trenutni predsjednik Međunarodnog atletskog saveza.
Bio je na čelu je Organizacijskog odbora Igara XXX Olimpijade, koje su se održale u Londonu 2012. godine.

## Sportska karijera
Sebastian Coe je osvajač dviju zlatnih i dviju srebrnih olimpijskih medalja na Igrama u Moskvi i Los Angelesu. Uz to postavljao je jedanaest puta svjetske rekorde na srednjim prugama (osam puta na otvorenom i tri puta u dvorani). Njegova rivalstva s, ništa manje sjajnim britanskim srednjeprugašima, Steve Ovettom i Steve Cramom, krajem 70-ih i početkom 80-ih godina prošlog stoljeća ušla su u antologiju i pridonijela popularizaciji atletike.  
Trener mu je bio otac, Peter Coe, koji je smislio specifičan način treninga za mladog Seba, koji je istovremeno i studirao ekonomsku i društvenu povijest na sveučilištu Loughborough. 
Prva značajnija utrka u kojoj je Sebastian Coe pobijedio, bila je ona na 800 m na Europskom dvoranskom prvensvu, 1977. godine u, ˙(znakovito ?) San Sebastiánu, Španjolska.
A prvo sučeljavanje s kasnijim velikim rivalom Ovettom, 11 mjeseci mlađi Coe, je imao još dok su bili srednjoškolci, 1972. godine, na lokalnom kros natjecanju, gdje ni jedan od njih nije pobijedio, ali je to bio nagovještaj kasnijeg slavnog rivalstva, kad su se međusobno pobjeđivali, a uglavnom "mljeli" ostalu konkurenciju, podgrijavajući, što zbog medija, što stvarno, međusobni animozitet, koji je ipak rezultirao izuzetno povećanim interesom za atletiku.
1979. godina, prva je top-godina u karijeri Sebastina Coea. 5. srpnja, na atletskom mitingu u Oslu on postavlja prvi svjetski rekord na 800 m - 1. 42,33 min, obarajući svjetski rekord slavnog Kubanca Alberta Juantorene s Olimpijskih igara u Montrealu, 1976, a kasnije, u istom gradu postavlja i svjetski rekord na 1 milju - 3.48,95 min. Kasnije, 15. kolovoza iste godine, na najjačem atletskom natjecanju pored Olimpijskih igara i Svjetskog prvenstva, na Atletskom mitingu u Zürichu, postavlja i svjetski rekord na 1500 m - 3.32,03 min (ali tada IAAF još uvijek rekorde ratificira na ručno vrijeme - 3.32,1).
Iduće, 1980. godine, dogodila se jedna nevjerojatna dogodovština koju samo život i sport mogu ispričati.
Neposredno pred Igre u Moskvi, točnije rečeno: dva dana prije svečanog otvaranja (bojkotom okrnjenih) Igara, Coeov najveći (a tada i jedini) rival Ovett u Oslu izjednačava njegov svjetski rekord na 1500 m (3.32,1) i, pošto je do finalne utrke na 1500 m ostalo nešto manje od dva tjedna, dolazi u Moskvu kao veliki favorit u toj disciplini, ali se zato ne nada se baš previše utrci na 800 m, jer je tu njegov najbolji rezultat "samo" 1.44,09 min;  gdje je apsolutni vladar i svjetski rekorder - Seb Coe.
I, što se dogodilo?
U finalu utrke na 800 m, gdje je Coe važio za apsolutnog favorita, pobjeđuje Ovett! Coe je drugi.
U finalu utrke na 1500 m, u kojoj je Ovett važio za velikog favorita, pobjeđuje Coe! Ovett je "tek" treći. Između njih se, kao srebrni, "ubacio" Istočni Nijemac Jürgen Straub. 
Kasnije, te 1980. godine Coe s 2:13.40 min obara svjetski rekord na 1000 m kojeg je držao Amerikanac Rick Wolhuter. Na istoj distanci postavit će iduće, 1981., godine još bolji rezultat - 2.12,18 min, koji će kao svjetski rekord ostati idućih 18 godina! Te 1981. Coe je u zenitu snage: dva puta obara svjetski rekord na 1 milju: 3.48,53 u Zürichu, pa 3.47,33 u Bruxellesu! Također, 10. lipnja postavlja novi, ili obara svoj, svjetski rekord na 800 m, s fantastičnih 1.41,73 min. Taj rekord će ostati važiti 16 godina, kad ga, 1997. godine, obara naturalizirani Danac Wilson Kipketer. 
Do današnjeg dana Sebastian Coe je (s tih 1.41,73) ostao treći čovjek na 800 m u povijesti atletike, iza aktualnog svjetskog rekordera iz 2012. godine Kenijca Davida Rudishe, s OI u Londonu, 2012. (1.40,91), te rečenog Danca Wilsona Kipketera (1.41,11). 
Međutim, sa svojom "najvećom ljubavi", 800 m, Coe nikako nije na velikim natjecanjima uspijevao dohvatiti zlato.
Na Igrama u Los Angelesu 1984. godine "ponavlja" se Moskva! Bio je, naime, opet, iako ne tako izraziti, favorit u svojoj najjačoj disciplini, međutim osvaja "samo" srebro iza mladog Brazilca Joaquima Cruza. Ipak Coe dobiva zadovoljštinu, ali kakvu! Pobjeđuje u utrci na 1500 m ispred novog rivala, sunarodnjaka Stevea Crama, godinu prije svjetskog prvaka u toj disciplini, dok njegov nekad najveći rival Ovett, još uvijek (tada) svjetski rekorder, iscrpljen bronhitisom kolabira i ne završava finalnu utrku.
Sebastijan Coe jedini je atletičar koji je dva puta pobijedio na 1500 m na Olimpijskim igrama.
Napokon 1986. godine osvaja svoj jedini naslov na 800 m: u Stuttgartu postaje Europski prvak. Iste godine postaje četvrti čovjek koji, na 1500 m, probija granicu od 3,30 min: postavlja svoj osobni rekord s 3.29,77 min (svjetski je rekorder tada novi vladar srednjih pruga Marokanac Said Aouita).
S kontroverznim objašnjenjima britanskih atletskih izbornika, 1988. godine je izostavljen iz atletske reprezentacije svoje zemlje čime je izgubio priliku da barem pokuša obraniti svoj naslov dvostrukog olimpijskog pobjednika na 1500 m. Nezadovoljan ovim, za njega je intervenirao sam predsjednik MOO-a Juan Antonio Samaranch, ali uzalud.  
Sebastian Coe je proglašen najboljim sportašem svijeta 1979. i 1981. godine.
Definitivno prestaje s aktivnim bavljenjem atletikom 1990. godine.

## Politička karijera i budućnost
Coe je, kao član britanskih konzervarivaca, bio član parlamenta od 1992. do 1997.
Kad se London kandidirao za Olimpijske igre 2012. godine postaje službeni lobist Britanskog olimpijskog odbora. Bolju osobu Britanci teško da su mogli naći. Uz naobrazovanost i ogromne sportske uspjehe Coea su krasile, i krase, vrline dolične klasičnog engleskog genlemana. Čak i za vrijeme svoje najveće sportske dominacije bio je skroman i uvijek uljudan. uz njega se nikada nije vezala nikakva afera, kamoli skandal. Bio je uzor mladim sportašima, te pristojan, privlačnog izgleda, kao svojevrsni veleposlanik Olimpijskog odbora svoje zemlje zasigurno ima nemale zasluge u tome što je London dobio organizaciju Igara XXX Olimpijade.
Iako on osobno odbija takva nagađanja, mnogi ga u njegovoj stranci žele kandidirati za gradonačelnika Londona na izborima 2008. godine, sportski ga, pak, djelatnici predlažu za predsjednika britanskog atletskog saveza, a od svih budućih pretendenata, opće je mišljenje (iako kandidaturu nikada nije ni nagovijestio) da je Sebastian Coe najizgledniji budući predsjednik Međunarodnog Olimpijskog odbora.
Nositelj je mnogih titula, između ostalih i Vitez Britanskog imperija. Suradnik je Britanskog sveučilišta u Egiptu.
Otac je četvero djece.

## Zanimljivost
Na Europskom prvenstvu u atletici, u Rimu, 1974. godine, mladi, kasnije slavni, britanski atletičari Sebastian Coe i Stewe Ovett našli su se u finalu utrke na 800 m. Coe je i završio "samo" kao finalist, Ovett je izborio srebro, a zlatnu je medalju, suvereno, osvojio (tada za SFRJ) Hrvat Luciano Sušanj. Drugoplasiranog je Ovetta ovaj Riječanin ostavio točno 1,70 sec! U utrci na 800 m to je, otprilike, 13-ak metara!!!  

## Karijera
- 1978. - EP, 1 brončana medalja (800 m)
- 1980. - OI, 1 zlatna medalja (1500 m), 1 srebrna medalja (800 m)
- 1982. - EP, 1 srebrna medalja (800 m)
- 1984. - OI, 1 zlatna medalja (1500 m), 1 srebrna medalja (800 m)
- 1986. - EP, 1 zlatna medalja (800 m), 1 srebrna medalja (1500 m)

## Osobni rekordi
- 400 m: 46.87 (1979.)
- 800 m: 1:41,73 (1981., tada svjetski rekord, trajao 16 godina)
- 1000 m: 2:12.18 (1981., tada svjetski rekord)
- 1500 m:  3.29,77 (1986.)
- 1 milja: 3:47.33 (1981. tada svjetski rekord)
- 2000 m: 4:58.84 (1982.)